# Ozora, Missouri
Ozora är en ort i Sainte Genevieve County, Missouri, USA.